# Wyspa (film 2006)
Wyspa (ros. Остров / Ostrow) – rosyjski dramat psychologiczny z 2006 roku w reżyserii Pawła Łungina, będący opowieścią o winie i odkupieniu. Zdjęcia kręcono w miejscowości Kiem w Karelii.

## Obsada
- Piotr Mamonow – ojciec Anatol
- Wiktor Suchorukow – ojciec Filaret
- Dmitrij Diużew – ojciec Hiob
- Jurij Kuzniecow – Tichon
- Wiktorija Isakowa – Nastia
- Nina Usatowa – wdowa
- Jana Jesipowicz – dziewczynka
- Olga Diemidowa – kobieta z dzieckiem
- Timofiej Tribuncew – młody Anatol
- Aleksiej Zielenskij – młody Tichon
- Grisza Stiepunow – dziecko
- Siergiej Burunow – adiutant

## Fabuła
Podczas II wojny światowej, w 1942 roku, Niemcy zdobywają radziecki holownik. Na pokładzie znajdują się szyper Tichon i palacz Anatol. Niemcy mówią Anatolowi, że darują mu życie, jeśli zastrzeli swojego kolegę. Anatol strzela do Tichona i ten wypada za burtę. Niemcy zaminowują okręt i zostawiają na nim Anatola. Anatola, który przeżył wybuch, znajdują na brzegu mnisi.
Anatol zostaje w klasztorze palaczem.
Akcja przenosi się do roku 1976. Ojciec Anatol posiada dary uzdrawiania i prorokowania. Pozostali mnisi, w tym ojciec Hiob i ojciec-przeor Filaret nie do końca rozumieją fenomen Anatola. Ludzie przyjeżdżają do starca Anatola, by ten ich uzdrowił. Jednak mimo pokory i skruchy Anatola gryzie sumienie za popełnione niegdyś przestępstwo. Ojciec Anatol często wsiada do łódki i płynie na samotną, pustą wysepkę, gdzie długo modli się i kaja za popełnione grzechy.
Pewnego dnia do klasztoru przybywa znamienity admirał ze swą cierpiącą na opętanie córką. Podczas egzorcyzmu ojciec Anatol wypędza z niej demona. Admirał okazuje się być tym Tichonem, do którego strzelał palacz Anatol. Jak się okazało, Anatol tylko ranił Tichona w rękę i ten przeżył. Tichon mówi Anatolowi, że już dawno mu wybaczył.
Teraz Anatol wie, że może spokojnie umrzeć. Mnisi ze skrzyni na liny robią dla niego trumnę. Starzec Anatol kładzie się w niej i umiera. Trumnę z ciałem wiozą na tę wysepkę, na której Anatol spędził tyle czasu.

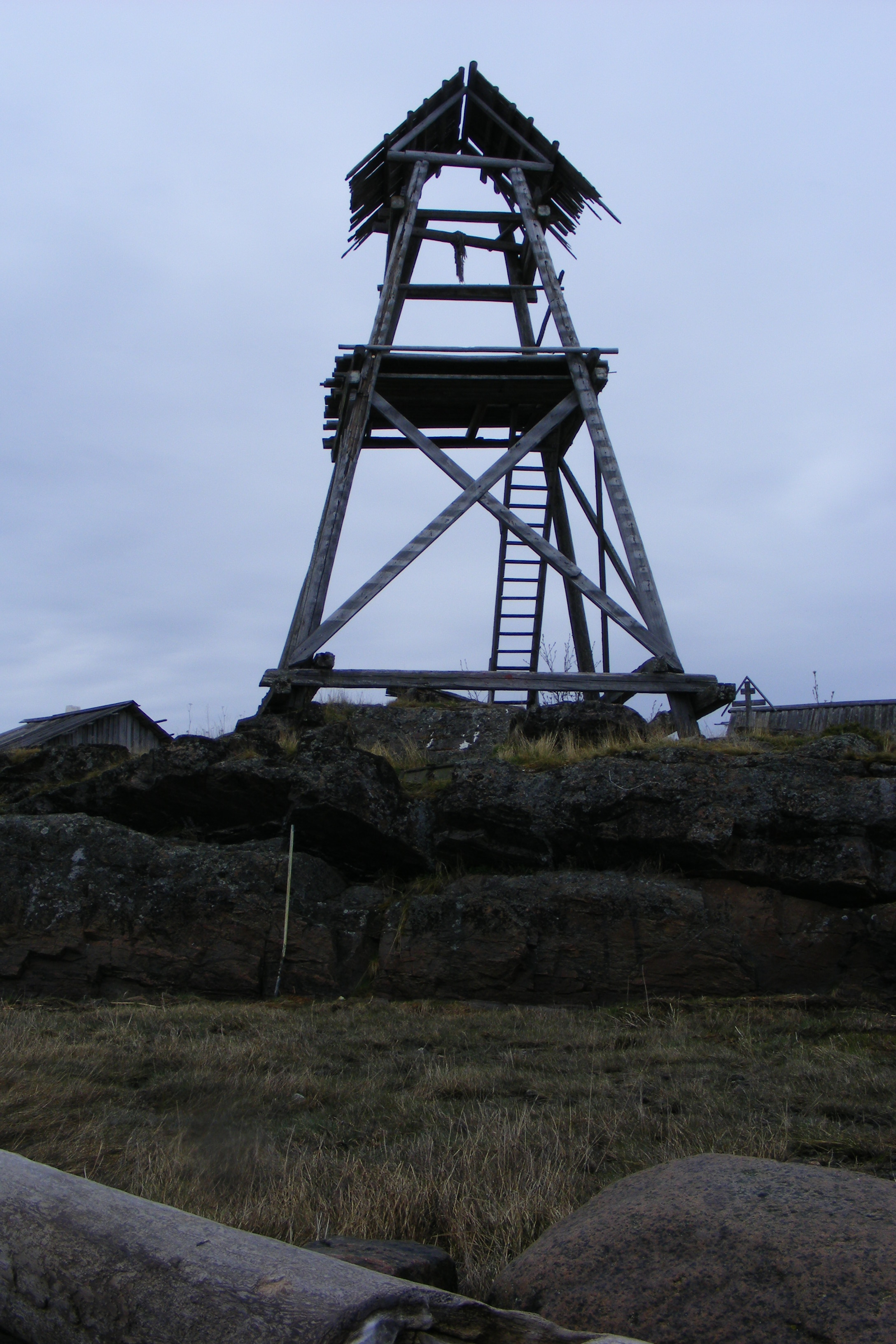
Elementy scenografii filmu w okolicach miasta Kiem
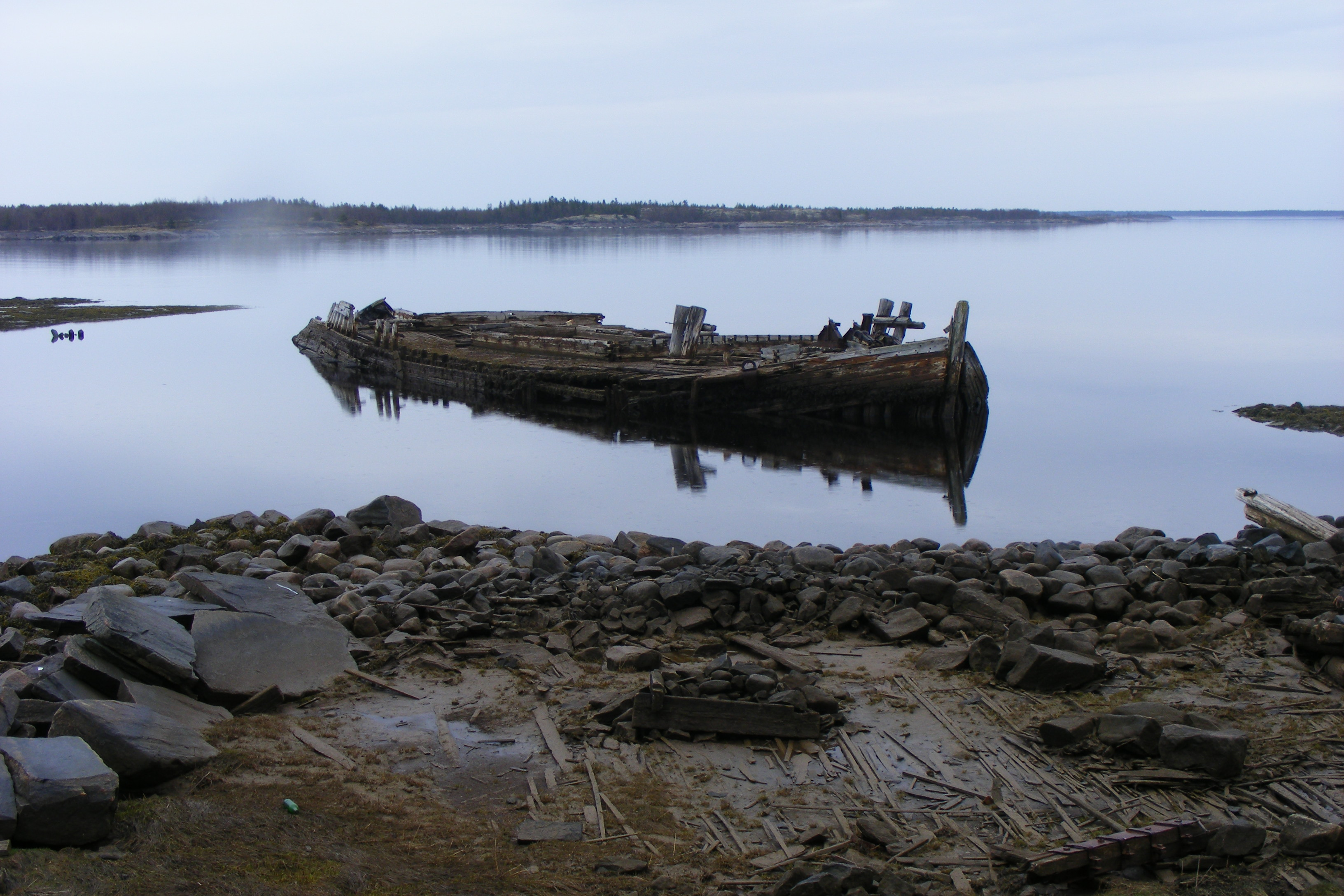
Filmowa barka węglowa